# Вільгельм Шот
Вільгельм Шот (нім. Wilhelm Schott, 3 вересня 1802, Майнц — 21 січня 1889, Берлін) — німецький філолог та сходознавець широкого профілю: лінгвіст (запропонував методи вивчення граматики коренеізолюючих мов), дослідник народної поезії, міфів, історії та культури фінських та середньоазіатських народів. Поліглот: володів турецькою, перською, японською, китайською, маньчжурською, тибетською, тайською, в'єтнамською, казахською, чуваською, чагатайською, фінською та угорською мовами, а також низкою мов Індії. Відомий дослідженнями фінського та монголо-тибетського епосів (« Калевала», «Гесеріада»).
Закінчив Берлінський університет, з 1833 р. викладав китайську мову та філософію Китаю. У 1838 р. призначений ад'юнкт-професором Університету Майнца. З 1841 р. — академік Берлінської академії, професор Берлінського університету. Його граматика китайської мови Chinesische Sprachlehre (1857) довгий час була стандартним навчальним посібником.

## Факти
- У 1845 р. на відгук Шотту було направлено кандидатську роботу М. І. Зоммера «Про основи нової китайської філософії». Робота отримала втішний відгук німецького синолога.[3]

## Основні праці
- Versuch über die tatarischen Sprachen . Берлін (1836)
- Verzeichnis der chinesischen und mandschu-tschungusischen Bücher und Handschriften der Berliner Bibliothek . Берлін (1840)
- De Lingua Tschuwaschorum: dissertatio. Berolini (1841)
- Über den Buddhismus in Hochasien und in China . Берлін (1844)
- Älteste Nachrichten von Mongolen und Tataren . Берлін (1846)
- Über das altaische oder finnisch-tatarische Sprachengeschlecht . Берлін (1847)
- Das Reich Karachatei oder Li-Liao . Берлін (1849)
- Über die (hochasiatische) Sage von Gesser-Chan . Берлін (1851)
- Das Zahlwort in der tschudischen Sprachenklasse . Берлін (1852)
- Die finnische Sage von Kullerwo . Берлін (1852)
- Entwurf einer Beschreibung der chinesischen Litteratur . Берлін (1854)
- Zur Beurteilung der Annamitischen Schrift und Sprache . Берлін (1855)
- Über die sogenannten Indochinesischen Sprachen, insonderheit das Siamesische . Берлін (1856)
- Chinesische Sprachlehre . Берлін (1857)
- Die Cassiasprache . Берлін (1859)
- Über die esthnische Sage von Kalewi-poeg . Берлін (1863)
- Über die echten Kirgisen // AKRAW-Berlin (1865). — S. 432—461.
- Altaische Studien . Heft 1-5. Берлін (1860—1872)
- Zur Litteratur des chinesischen Buddhismus . Берлін (1873)
- Zur Uigurenfrage . 2 Tle. Берлін (1874—1875)
- Zur japanischen Dicht-und Verskunst . Берлін (1878)
- Über die Sprache des Volkes Rong auf Sikkim . Берлін (1882)